# Rhaconotus sauteri
Rhaconotus sauteri är en stekelart som först beskrevs av Watanabe 1934.  Rhaconotus sauteri ingår i släktet Rhaconotus och familjen bracksteklar. Inga underarter finns listade i Catalogue of Life.